# Chronologie des faits économiques et sociaux dans les années 1700
Chronologie de l'économie
Années 1690 - Années 1700 - Années 1710

## Événements
- Entre 1699 et 1725 : les navires de la Compagnie néerlandaise des Indes occidentales exportent d'Elmina en Côte-de-l'Or vers les Pays-Bas plus de 1 590 087 de livres néerlandaise d’ivoire, soit 59 000 livres par an en moyenne avec une croissance moyenne annuelle de 4%. De 1706 à 1720, 12 298 éléphants ont été tués pour alimenter ce commerce[1].
- Vers 1700-1750 : à la fin du XVIIe siècle, la valeur des marchandises expédiées chaque année depuis l’Inde vers les Îles Britanniques s’élève à 0,5 million de £, pour quadrupler au cours des cinquante années suivantes[2].
- 1700 :
  - la Barbade produit 10 000 tonnes de sucre par an, la Jamaïque 5 000, pour 22 000 tonnes au total dans les Antilles britanniques[3]. Saint-Domingue, qui ne produit pratiquement ni sucre ni tabac en 1697, produit 7 000 tonnes de sucre par an dès 1714, 10 000 en 1720, 43 000 en 1743 au premier rang mondial[4].
  - Il y a environ cinquante familles fortunées en Virginie, dont la richesse s’élève à 50 000 livres. Elles possèdent des plantations cultivées par des esclaves noirs et des serviteurs blancs sous contrats, siègent au conseil de la colonie et exercent des magistratures locales. 6 000 esclaves en Virginie, soit un douzième de la population. Certains d’entre eux cherchent à s’enfuir et à établir des communautés près de la frontière[5].
- 1702-1704 : la famine tue deux millions de personnes dans le Deccan, en Inde (estimation)[6].
- 1703-1712 : avec l’exploitation des fabuleux gisements d’or du Minas Gerais au Brésil, 4,350 tonnes d’or du Brésil arrivent à Lisbonne en 1703 ; 14,5 tonnes arrivent en 1712[7]. 30 000 à 50 000 prospecteurs, arrivés du Brésil ou du Portugal, exploitent les mines du Minas Gerais vers 1705-1710. Le Brésil devient rapidement le premier producteur d’or du monde.
- 1707 : la Compagnie néerlandaise des Indes orientales introduit la culture du café à Java[8].

### Europe
- Après 1699 : la Morée, au sol pauvre, est dépeuplée et dévasté par la guerre, en proie au brigandage. Pour prévenir les attaques turques, il faut construire des citadelles, entretenir des garnisons : Venise ne peut supporter seule l’effort financier et y fait fortement contribuer les Moréotes. L’introduction de Vénitiens dans l’administration et la justice locale provoque le mécontentement des Grecs quand éclate le dernier conflit entre les Ottomans et les Vénitiens en 1714[9].
- Vers 1700 :
  - les propriétés de la noblesse suédoise s’étendent sur 30 % des terres (70 % en 1650). La couronne suédoise, qui possédait 30 % des terres, aliène une partie de ce domaine pour que la propriété libre paysanne puisse se développer[10].
  - les friches occupent en Brandebourg près de 30 % des champs[11].
- 1702 : abolition du servage de la glèbe (vornedskab) au Danemark[12].
- Après 1703 : le traité de Methuen favorise l'extension du vignoble du Douro[13].
- 1703-1706 : le marquis de Puységur est envoyé auprès de Philippe V pour réorganiser l’armée espagnole sur le modèle français avec l'aide de Jean Orry (corps d’élite, artillerie, génie, intendance, hiérarchie des grades)[14]. L’effectif permanent de l’armée de terre atteint 80 000 hommes. La réserve des milices provinciales est de 30 000 hommes tirés au sort et régulièrement entraînés en 1730.
- 1704-1709 : années chaudes en Europe[15].
- 1705 : 
  - l’ambassadeur de France Michel Amelot de Gournay réorganise l’armée espagnole sur le modèle français[16].
  - le comte Gundaker Starhemberg (de), président de la chambre des comptes crée la Banque de la ville de Vienne (Wiener Stadtbank) qui lui permet de mobiliser le crédit pour financer la guerre[17].
- 1708-1710 : peste en Prusse, tuant près du tiers de la population du jeune royaume[18]. La peste ravage la Prusse-Orientale et la Lituanie, est aggravée par la variole, le typhus et la famine[19].

- 1709 :

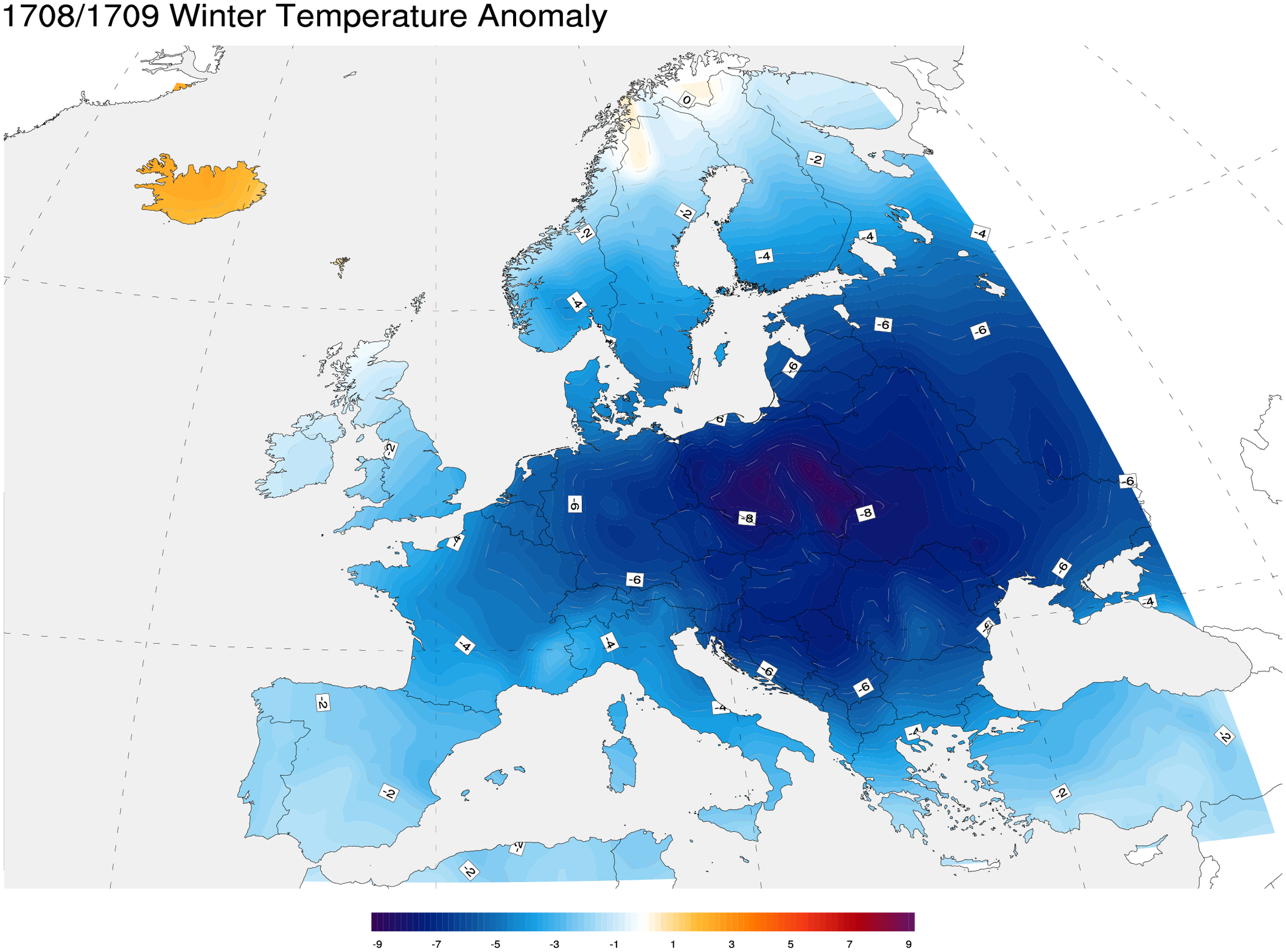
Reconstitution rétrospective des anomalies de température de l'hiver 1708-1709

  - Grand hiver de 1709. Le froid intense et durable détruit les oliveraie et les vignes. Les semis d'automne sont totalement détruit par le gel des terres détrempées sauf dans les régions hautes où ils ont été protégés par la neige. L'orge et l'avoine semés au printemps donnent des récoltes abondantes[20].
  - l'entrepreneur britannique Abraham Darby réussit à produire de la fonte à l'aide de coke dans son usine de Coalbrookdale[21].
  - création de la Maison Farina par le parfumeur italien Jean Marie Farina, la plus ancienne maison de parfum du monde et la maison-mère de la célèbre Eau de Cologne[22].

#### France
- Vers 1700 :
  - le nombre de nobles est estimée à 234 000, soit à 1 % de la population[23].
  - la flotte commerciale française est évaluée à 150 000 tonneaux, dont 550 navires de plus de 100 tonneaux, aptes au trafic transatlantique[24].
  - la France possède 2 500 tonnes d’équivalent argent de stocks de métaux précieux dont 40 % sont recyclés annuellement dans le budget de l’État[25].
- 1701-1725 : la livre tournois tombe à la valeur de 5,49 grammes d’argent fin[26].
- 1701-1714 : pendant la guerre de Succession d'Espagne, l’armée de Louis XIV, réorganisée par Pierre de Montesquiou (d’Artagnan II) compte 392 000 hommes[27].
- 1702-1708 : années chaudes. La dysenterie liée à la canicule entraîne 200 000 morts de 1704 à 1707. Bonnes récoltes et baisse du prix du blé[28]. Série de vendanges précoces dans le Sud, qui culmine en 1706[29].
- 1708 : essor des industries lainières, dont la production est passée de 670 540 pièces en 1668, à 788 000 en 1692 et à 1 009 000 en 1708[30].
- 1708-1713 : augmentation des dépenses pour la guerre et diminution des revenus fiscaux ; l’État à recours à l'emprunt pour couvrir plus de la moitié de ses dépenses[31]. Le déficit atteint 1 000 tonnes d’équivalent-argent en 1709.
- 1709 : « Grand Hiver » déclenchant une Grande famine qui fait 600 000 morts[28]. Le prix constaté du blé double quasiment au cours de la décennie en France, en particulier si l'on prend en compte l'évolution parallèle du salaire horaire qui lui stagne, selon l'économiste Jean Fourastié, qui a démontré l'importance de l'Histoire de la culture des céréales sur celle de l'économie, également pour cette décennie de marché déficitaire en céréales[32]:

| Années                                     | 1701 | 1702 | 1703 | 1704 | 1705 | 1706 | 1707 | 1708 | 1709 |
| Prix observé du quintal de blé (en livres) | 19,5 | 14,5 | 14,8 | 14,1 | 13,2 | 11,6 | 10,6 | 16,5 | 36,8 |
| Prix réel (ajusté du salaire horaire)      | 433  | 321  | 330  | 314  | 293  | 259  | 237  | 367  | 818  |

Cette Grande famine s'accompagne d'une crise financière.

#### Îles Britanniques
- 1700 : 
  - l’Angleterre possède 1 100 tonnes d’équivalent argent de stocks de métaux précieux[25].
  - le mouvement des enclosures touche un quart des terres anglaises[2].
  - la flotte marchande anglaise est estimée à 320 000 tonnes. Elle dépasse le million de tonnes en 1785[33]. La production annuelle de fer est de 20 000 tonnes. La production de céréales est de 45 millions d’hl (63 millions en 1800)[10].
- 1704-1708 : récoltes abondantes en Angleterre[15].
- 1705 : création de la première compagnie d’assurance sur la vie en Angleterre, l'Amicable Society for a Perpetual Assurance Office (en)[34].
- 1707-1785 : le commerce britannique triple, passant en valeur de 11 à 35 millions de livres sterling[10].
- 1708 : loi interdisant la constitution de banques de plus de six actionnaires pour protéger la Banque d'Angleterre de la concurrence. Elle n’empêche pas l’essor de petits établissements bancaires (300 en 1800)[2].

#### Russie
- 1700 : les seigneurs perdent leurs taxes sur les marchés et foires, la pochlina, au profit de l’État[35].
- 1702 : suppression du térem (gynécée)[36].
- 1704 :
  - centralisation de l’administration des fermes d’État, dont les revenus passent de 299 000 à 569 000 roubles[37].
  - interdiction de tuer les enfants mal conformés ou nés hors mariage[37].
  - institution de l'impôt sur la barbe[38].
- 1705 : la vente du sel et du tabac devient monopole d'État[37].
- 1706 :
  - création du premier hôpital militaire à Moscou[39] (école de chirurgie, cabinet d’anatomie, jardin botanique). Création de pharmacies d’État à Saint-Pétersbourg, Kazan et Rīga[40].
  - encouragement de l’élevage du mouton dans la région de Poltava en Russie[41].
  - à l’instigation du tsar, le métropolite de Novgorod fonde un asile pour les enfants illégitimes abandonnés (zazornye)[42].
- 1706-1730 : construction de canaux pour relier l’Oural et la région de Moscou à Saint-Pétersbourg : canal latéral au lac Ladoga, canal Vychni Volotchek[43].

## Démographie
- Vers 1700 : la population de la Terre est estimée à quelque 682 millions d'habitants[44] ; 437 millions en Asie, 121 en Europe, 107 en Afrique, 12 en Amérique, 3 en Océanie[45].
- 1700 :
  - environ 170 millions d’habitants en Inde[46].
  - environ 140 millions d’habitants en Chine[46]. La population de la Chine double entre 1700 et 1800[47]. Les observateurs européens notent que l’infanticide est largement répandu pour contenir cette croissance. Les populations chinoises demeurent soumises dans leur évolution aux grandes ponctions des épidémies, des famines et des catastrophes (inondations)[10].
  - 20 millions d'habitants dans l'empire ottoman. 800 000 Istanbuliotes. Le Caire compte plus de 200 000 habitants. Alep plus de 100 000.
  - 275 000 colons anglo-saxons en Amérique du Nord. 20 000 habitants d’origine française au Canada (7 850 en 1675, 2 500 en 1660)[48].
  - les Hollandais occupent sans difficulté la région sur un rayon de 160 km autour du Cap. 545 employés de la VOC, 1 334 colons européens (dont 487 hommes adultes) et 800 esclaves vivent dans la colonie du Cap[49].

- 25 000 esclaves noirs par an en moyenne entrent au Brésil au XVIIIe siècle. Le pays compte environ 100 000 Européens et 200 000 Noirs.
- Durant le XVIIIe siècle, la population du Japon est stabilisée autour de 25 millions d’habitants. Edo, en compte un million. Osaka et Kyoto, 240 000.

### Europe
- 1700 : 
  - de 121[45] à 114[10] millions d’habitants en Europe.
  - 22,5 millions  d’habitants en France. Paris compte 500 000 habitants. Lyon (100 000), Marseille (75 000), Rouen (60 000) et Lille (55 000) dépassent 50 000 habitants[10]. 22 villes dépassent 20 000 habitants. 17 % de la population vit dans des villes de plus de 2 000 habitants.
  - l’Espagne compte de 6 à 7,5 millions d’habitants (8,5 en 1600, chute due à l’émigration, au célibat du clergé, à l’expulsion des Morisques, aux pestes et aux mauvaises récoltes). Madrid compte de 100 000 à 140 000 habitants. Séville (80 000) et Valence dépassent 50 000 habitants. 100 000 Français ont émigré vers l’Espagne pendant le XVIIe siècle.
  - 1,2 million d’habitants au Portugal. 73 000 à Lisbonne (110 000 en 1600).
  - un million d’habitants au Danemark, 1,4 en Suède.
  - quinze millions d’habitants dans le Saint-Empire[50]. 8,1 pour l’Autriche, la Hongrie (de 3,5 à 5 millions) et la Bohême, trois pour la Prusse et deux pour la Saxe. Vienne atteint 100 000 habitants. Berlin 60 000. Breslau et Königsberg 40 000. Lübeck 30 000. Augsbourg 25 000.
  - 13,3 millions d’habitants en Italie. Six villes italiennes dépassent 100 000 habitants : Naples (186 000), Rome (141 000), Venise (138 000), Milan (125 000), Palerme et Messine (100 000). La population de l’Italie est restée stable au cours du XVIIe siècle, alors qu'elle augmentait de 30 % dans le reste de l’Europe. Les populations de Venise, Gênes et Plaisance comptent 5 % de nobles.
  - les Provinces-Unies comptent 2 millions d’habitants. Les Pays-Bas autrichiens 1,8. Amsterdam compte 150 000 habitants. Harlem, Anvers (67 000), Bruxelles et Gand (60 000) dépassent 50 000 habitants.
  - l’Angleterre compte 5,05 millions d’habitants, l’Écosse 1,1 million, l’Irlande 2,54 millions[10]. En Angleterre, huit villes comptent plus de 10 000 habitants : Londres (550 000, plus grande ville d’Europe), Birmingham, Coventry, Leeds, Liverpool, Manchester, Nottingham et Sheffield. Les trois quarts de la population vivent de l’agriculture, et les quatre cinquièmes vivent à la campagne (15 % dans l’industrie et 10 % dans le secteur tertiaire). La noblesse anglaise, réduite, compte 3 000 gentilshommes titrés (de duc à écuyers). La gentry (12 000 gentlemen), est constituée de notables provinciaux propriétaires qui ne sont pas juridiquement nobles. Le taux de natalité en Angleterre passe de 30 à 38 ‰ au XVIIIe siècle. 40 % d’Anglais ont moins de 20 ans en 1720, contre 10 % de plus de 60 ans.
  - neuf millions d’habitants en Pologne, dont 75 % de paysans réduits au servage. La noblesse polonaise, importante, représente 10 % de la population. Égalitaire, par une origine sarmate mythique, elle est hiérarchisée : au sommet, les magnats, une vingtaine de  familles (Lubomirski à Doubno, Czartoriski à Korzec, Potocki à Krystinopol, Radziwill à Niesweij) forment des clans, un État dans le royaume, qui s’étend parfois sur plusieurs centaines de villages, avec une administration particulière (percepteurs, juges, soldats). La noblesse moyenne, 200 à 300 familles, a la suzeraineté sur quelques dizaines de villages. Enfin la petite noblesse (szlachta) n’a de suzeraineté que sur un ou deux villages, voire une simple motte castrale. Inféodée aux magnats, elle défend âprement ses prérogatives fiscales. Les Juifs composent 10 % de la population polonaise. Ils sont nombreux dans les villes où ils forment des communautés fermées sur elles-mêmes, habitant des ghettos et parlant le yiddish.
  - 17 millions d’habitants en Russie. 200 000 à Moscou (80 000 en 1600).